# 克雷吉角
克雷吉角（英語：Craigie Point）是南極洲的海岬，位於南喬治亞群島，處於露脊鯨灣入口處東南部，名稱可追溯至1912年左右，該海岬由英國海外領土管轄。